# IC 732/2
IC 732/2 је галаксија у сазвијежђу Лав која се налази на листи објеката дубоког неба у Индекс каталогу.
Деклинација објекта је + 20° 26' 52" а ректасцензија 11h 45m 59,4s. Привидна величина (магнитуда) објекта IC 732 износи 14,9 а фотографска магнитуда 15,5. IC 7322 је још познат и под ознакама MCG 4-28-50, CGCG 127-51, IRAS 11434+2042, PGC 36688.